# ユナイテッドサッカーリーグ
ユナイテッドサッカーリーグ（United Soccer League (USL)）は、アメリカ合衆国とカナダに所在するチームを中心とするサッカーリーグ、およびそれを運営する組織である。プロ、アマチュアの男子・女子によるリーグも含まれる。現在はUSLチャンピオンシップ、USLリーグ1、USLリーグ2、ユースリーグのスーパーYリーグを運営している。アメリカ合衆国サッカー連盟とアメリカ合衆国成年サッカー協会に加盟している。USLはタンパに本部を構える。

## 概要
USLは将来のMLS参入を目指そうとするチームや選手に実践機会を提供することでレベルアップをうながそうと設立されたプロサッカーリーグである。現在はMLSへ直接参入（昇格）するシステムがないため、位置づけとしては独立リーグであるが、実質的なMLSの下部リーグとして機能している。

## 現状
成年男子のリーグについては、2009年まで北米2部相当のUSL1部、同3部相当のUSL2部の2部構成であったが、同年にUSLの株式を保有していたナイキの株式売却に端を発し、複数のクラブが北米サッカーリーグ(NASL)として独立。ただし2010年についてはアメリカサッカー協会の仲介により暫定的に「USSF2部プロリーグ」として2部リーグを統合（ただしリーグ戦ではUSLとNASLの2つのカンファレンスに分けて実施）して行ったが、2011年に正式に分離・再編成となり、現在は以下の構成となっている。
まず2部に当たる「NASL（新）」が9クラブ。3部リーグ相当のUSLプロが2ディヴィジョン12クラブ、さらに地域ごとに4つのカンファレンス・8つのディビジョンに細分化した4部相当のUSLプレミアデベロップメントリーグ（選手育成を主眼としたアマチュアリーグで、23歳を超える選手は1チーム8人までの制限があり、また18歳以下の選手を必ず3人登録する）に76クラブが参加している。USLプロにはアメリカ国内全土およびアンティグア・バーブーダに、USLプレミアデベロップメントリーグにはカナダとバミューダ諸島にそれぞれ本拠地を置くクラブがある（なお4部にはこれとは別にナショナルプレミアサッカーリーグもある）。
2019年シーズンより、2部相当。
また、女子の北米2部リーグであるUSL Wリーグ、17歳超20歳以下選手のリーグであるスーパー20リーグ、17歳以下の選手のリーグであるスーパーYリーグも運営している。

## 日本人の所属
1997年に間瀬秀一がゴールデン・イーグルスに入団。以降、2005年度シーズンに、元アルビレックス新潟・深澤仁博がカナダ・モントリオールにあるチーム「モントリオール・インパクト」に、2007年度シーズンからは1部の「ミネソタ・サンダー」に、元アビスパ福岡・ザスパ草津所属の太田恵介が、2部リーグの「クリスタルパレス・USA」に元アローズ北陸所属の原田慎太郎が加入した。

## 役員
- Rob Hoskins – 会長[3][4]
- Alec Papadakis – 最高経営責任者、業務執行社員
- Jake Edwards – 社長
- Justin Papadakis – 最高執行責任者
- Court Jeske - 副社長
- Karen Gittens - 最高財務責任者
- Steven Short – USLリーグ1副社長